# 永济渠
永濟渠又称卫运河，与卫河、南运河古代统称卫河。因源出春秋时期卫国（今河南辉县、汲县、淇县一带）而得名，卫运河曾称清河，也叫清水。是隋唐大运河黄河以北河段，自沁水南達於卫河，又東北至涿郡，近一千九百里，属海河水系，是冀鲁两省的边界河道。上源漳河、卫河，两河于馆陶县徐万仓汇流后称卫运河。俗谓漳卫运河，流经河北省馆陶县、临西县、清河县、故城县，山东省冠县、临清县、夏津县、武城县、平原县等9县，至四女寺枢纽，是一条防洪、灌溉、航运综合利用的河道。卫运河长156.6公里，其中在邯郸境内河长40.5公里，流域面积为55平方公里，是河北省中南部最大的行洪河道。历史上曾与上游卫河、下游南运河统称卫河，清代将临清至天津段称南运河，临清以上称卫河。1958年，四女寺枢纽建成后，将徐万仓以上称卫河，徐万仓至四女寺段专称卫运河，四女寺至天津段称南运河。

## 修建历史

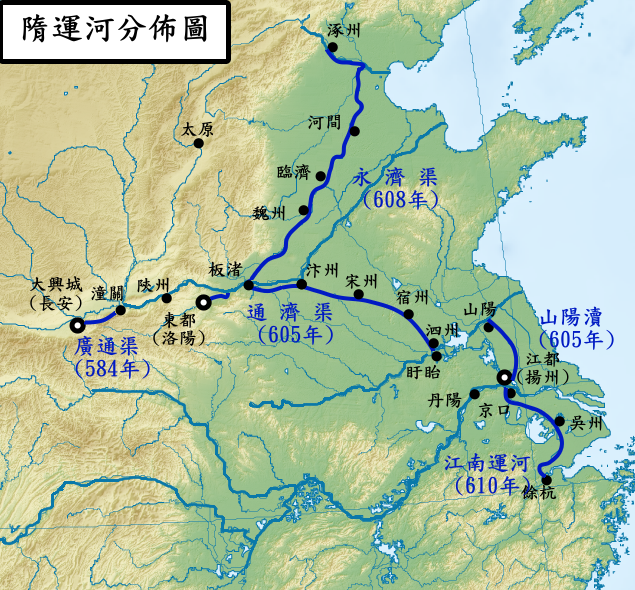
隋唐大运河分布图

战国至两汉时期该河部分属由章武入海的黄河系统。西汉元封年后，黄河北决于馆陶，分为屯氏河。今卫运河自临清至武城一段，汉代称为屯氏河，三国时，曹操“遏淇水入白沟，以通粮道”，卫运河一段称白沟，其下段称清河。
隋朝大業四年（608年），發河北諸郡百餘萬衆，開永濟渠，引沁水南達於卫河，自黎陽引白溝水東北達於涿郡。该渠是曹魏时期白沟的发展，由洛阳向东北经修武、新乡、内黄、大名、馆陶、临清，至天津。由于男民工不足，始以婦人從役。大业七年（611年），炀帝自江都乘龙舟沿运河北上，带着船队和人马，水陆兼程，最后抵达涿郡。全程仅用50多天。
唐代，行政區劃進行了調整，改郡為州，渠道由南而北流經懷、衛、魏、貝、德、景、滄、幽八州。
宋代改名为御河，元明清爲衛河，近代稱衛運河。现在的卫运河是指由漳河与卫河于徐万仓汇流后至四女寺一段河道。河道长157公里，两岸堤防总长320.5公里，是冀、鲁两省边界河道。明代又把大运河称作漕河，御河更名为卫河。1946年，冀南区卫运河河务局确定该河段为卫运河。1949年后，曾三次进行扩大治理。1956年河道行洪能力从建国初期的300～400秒立米，提高到800秒立米；1958年又提高到1250秒立米，1963年海河流域历史最大洪水后，按照防御五十年一遇洪水的标准，在“彻底根治海河”运动中于1972至1973年再次进行了扩大治理，设计行洪流量达4000秒立米；扩建改建了四女寺枢纽工程，新建了祝官屯枢纽，两座枢纽除具备防洪调度功能外，兼有蓄水灌溉及航运等效益。
历史上多次对卫运河进行治理。清光绪二十七年（1901年），漕运废止，卫运河成为行洪河道。1946年，中共解放区冀南行署卫运河河务局对卫运河进行堤防加固、河道裁弯，并在馆陶县修建了申街分洪闸。治理后，全河长155.6公里，河道纵坡徐万仓（又叫秤钩湾）至郑口为1/9000一1/10000，郑口至四女寺枢纽1/8000一1/8260，徐万仓至吊马桥长46公里，堤距为1000一1500米，主河槽宽150一300米，深约7米，滩地高出堤外地面约0.2一1.0米。卫运河河道断面为复式断面的半地上河，深槽断面属窄深式，深6一7米。主河槽底宽，徐万仓至馆陶段为110米，馆陶至临清段为90米，主河槽边坡1:3，子河槽底宽25米，槽深1.5米，边坡1∶4。

## 河患之祸
卫运河河道弯曲，河床平缓，洪水含沙量大，常年淤积，堤内滩地一般高于堤外农田，善淤、善决、善徙，极易漫滩成灾，明代尤甚，自明初（1368年）至1942年的575年中，较大改道50多次，决口不计其数。
卫运河主要承接上游漳、卫河来水，由于徐万仓控制了上游全部汇流面积，加之上游河流调蓄，其峰型较平缓，且洪量较大，持续时间长。如1963年临清洪峰流量大于1000立方米每秒时间长达30天，最大洪峰流量为2540立方米每秒；秤钩湾站最大洪峰流量3240立方米每秒。卫运河含沙量在每立方米60一195公斤之间，主要沙量来自引黄及上游漳河、卫河，其变化规律为洪水期冲刷，枯水期淤积，总的趋势是冲淤基本平衡，变化不大。